# Så älskade Gud världen all
Så älskade Gud världen all är en psalm av Betty Ehrenborg-Posse från 1856, byggd från texter ur Johannesevangeliet (Joh 3:16 och 4:9–10) och Johannes första brev. 
I 1986 års psalmbok är den med i den av Jan Håkan Åberg omarbetade versionen från 1983.
Melodin är version från 1856 av en fransk hugenottmelodi från 1551, nedtecknad i Genève. Originalmelodin används till O Herre Gud, oändelig och Vår Gud, till dig du skapat oss.

## Publicerad i
- Stockholms söndagsskolförenings sångbok 1882 som nr 20 med fyra verser, under rubriken "Passionssånger".
- Det glada budskapet 1890 som nr 56 med titeln "Så älskade Gud".
- Svensk söndagsskolsångbok 1908 som nr 11 under rubriken "Guds kärlek".
- Lilla Psalmisten 1909 som nr 10 under rubriken "Guds makt och kärlek".
- Svenska Missionsförbundets sångbok 1920 som nr 109 under rubriken "Jesu lidande".
- Nya psalmer 1921 som nr 506 under rubriken "Guds härlighet i Kristus".
- Sionstoner 1889 som nr 3 under rubriken "Samlingssånger".
- Samlingstoner 1922 som nr 3 under rubriken "Samlingssånger"
- Svensk söndagsskolsångbok 1929 som nr 23 under rubriken "Guds kärlek och omsorg".
- Frälsningsarméns sångbok 1929 som nr 27 under rubriken "Frälsningssånger - Frälsningen i Kristus".
- Musik till Frälsningsarméns sångbok 1930 som nr 27
- Segertoner 1930 som nr 143
- Sionstoner 1935 som nr 85 under rubriken "Frälsningens grund i Guds kärlek och förverkligande genom Kristus".
- Guds lov 1935 som nr 201 under rubriken "Sånger om frälsningen".
- 1937 års psalmbok som nr 31 i 1937 års psalmbok under rubriken "Guds härlighet i Kristus".
- Förbundstoner 1957 som nr 22 under rubriken "Guds uppenbarelse i Kristus: Guds och Kristi kärlek"
- Segertoner 1960 som nr 143
- Frälsningsarméns sångbok 1968 som nr 95 under rubriken "Frälsning"
- Sions Sånger 1981 som nr 118 under rubriken "Guds nåd i Kristus".
- Cecilia 1986, Den svenska psalmboken 1986, Frälsningsarméns sångbok 1990, Psalmer och Sånger, Segertoner 1988 som nr 28 under rubriken "Gud, vår Skapare och Fader".
- Finlandssvenska psalmboken 1986 som nr 272 under rubriken "Guds nåd i Kristus".
- Lova Herren 1988 som nr 50 med samma version som i 1937 års psalmbok, under rubriken "Frälsningen i Kristus".
- Cecilia 2013 som nr 41 under rubriken "Gud Fadern".
- Lova Herren 2020 som nr 50 under rubriken "Guds Son, Jesus vår Frälsare".